# Rujkovac
Rujkovac es un pueblo ubicado en la municipalidad de Medveđa, en el distrito de Jablanica, Serbia.

## Superficie
Posee una superficie de 13,03 kilómetros cuadrados.

## Demografía
Hasta 2011 la población era de 191 habitantes, con una densidad de población de 14,66 habitantes por kilómetro cuadrado.